# Ad Bos
Ad Bos (Velsen, 9 juni 1948) is een Nederlandse bouwondernemer. Hij werd vooral bekend als klokkenluider in de zogenaamde bouwfraude-affaire.

## Levensloop
Bos werd geboren als zoon van een aannemer. De grootvader van Bos was ook aannemer en had een bouwbedrijf opgericht. Toen Bos achttien was, kreeg zijn vader een hartaanval, en daarop verkocht zijn grootvader het bedrijf.
Bos studeerde weg- en waterbouw aan de HTS, en werkte vanaf 1971 bij diverse bouwbedrijven. In het begin van de jaren tachtig werkte hij bij wegenbouwbedrijf De Moel, waar hij Fred Veerman leerde kennen. Op 7 oktober 1985 begonnen ze samen met de opbouw van Koop Tjuchem dat de wegenbouw-poot moest worden van Koop Holding. Bos werd technisch directeur. Hij nam regelmatig ambtenaren mee naar een bordeel, of op buitenlandse reisjes, om informatie los te krijgen of de ambtenaar in een kwetsbare positie te brengen. Na verloop van tijd kwam de klad in de samenwerking. Vanaf oktober 1997 werkte Bos voor Koop Tjuchem op Sint Maarten, na een conflict met Veerman. Het conflict woekerde echter voort, en op 1 december 1998 werd Bos ontslagen.
In 1998 had hij naar eigen zeggen bij zijn huis een zogeheten schaduwboekhouding aangetroffen, die in twee vuilniszakken aan zijn voordeur was geknoopt. In deze boekhouding werden de verrekeningen bijgehouden die bouwondernemingen elkaar toeschoven in het kader van verboden prijsafspraken (kartel). Begin 1999 ging hij hiermee naar Justitie. Gedurende een jaar werd er onderhandeld over tipgeld. Zelf noemde Bos dit een onkostenvergoeding - voor het wegwijs maken van de ambtenaren van Justitie in wat al snel de Bos-atlas werd genoemd. Bos vroeg driehonderdduizend gulden, maar Justitie wilde niet verder gaan dan 50 duizend.
Op 9 november 2001 deed Bos zijn verhaal in de aflevering "Sjoemelen met miljoenen" van het documentaireprogramma Zembla, en op 13 november overhandigde hij de schaduwboekhouding zonder enige vergoeding te bedingen aan Justitie, volgens eigen zeggen om ervanaf te zijn. Na de Zembla-uitzending werd al snel geopperd een parlementaire enquête in te stellen.

### Parlementaire enquête
Op 22 augustus 2002 ging de parlementaire enquête naar bouwfraude van start, voornamelijk op basis van de door Bos aangedragen schaduwboekhouding. Bos zelf werd verhoord op 5 september van dat jaar. Zijn beweringen over grootschalige corruptie onder ambtenaren kon hij echter niet hard maken.
Bos adviseerde vervolgens ook de gemeenten Amsterdam en Hoorn inzake bouwfraude, en spijkerde leden van Provinciale Staten van de provincie Noord-Holland bij. Maar hij ontving geen honorarium, en omdat hij inmiddels persona non grata was in de bouwwereld, vond hij geen baan meer, en moest hij geld lenen van zijn familie. Ook zette hij zijn villa in Limmen te koop.
Bos' broer Cok Bos publiceerde op basis van gegevens van Ad Bos het boek Bouwfraude (2002).
Op 18 maart 2004 schreef Bos met hulp van zijn broers een brief aan premier Balkenende waarin hij wegens zijn rol als klokkenluider om schadeloosstelling verzocht. Op 7 juni liet de premier weten dat het College van procureurs-generaal vanuit strafrechtelijk perspectief geen reden zag om op het verzoek tot financiële compensatie in te gaan. Ook werd Bos er door Balkenende op gewezen dat hij nog altijd als verdachte werd beschouwd. Enkele weken later werd bekend dat Bos wegens omkoping zou worden vervolgd.
Op 14 oktober 2004 richtte Bos samen met klokkenluider Floor Drost de Stichting Moreel Besef op. De stichting wil klokkenluiders in anonimiteit kwesties kunnen laten aanbrengen. Ook ligt het in de bedoeling psychische, juridische en financiële steun aan klokkenluiders te verlenen. De stichting beheerde ook de website www.bouwfraude.info.

### Rechtszaak
Bos werd op 11 februari 2005 veroordeeld tot een voorwaardelijke gevangenisstraf wegens omkoping van een ambtenaar. Op 17 februari werd hij opgepakt op verdenking van meineed, nadat hij tijdens zijn verhoor en tijdens de rechtszaak verschillende verklaringen had afgelegd.
Op 11 april 2005 werd bekend dat een voormalig werknemer van Bos' vroegere werkgever Koop Tjuchem tegenover de politie had verklaard dat Bos de schaduwboekhouding in 1999 had gestolen uit de woning van een boekhouder. De werknemer en Bos' broer Cok Bos zouden buiten op de uitkijk hebben gestaan. De boekhouder was niet aanwezig en had de deur van zijn woning opengelaten omdat een bestrater aan het werk was in zijn tuin. De boekhouder had destijds aangifte gedaan, en wees Bos eveneens aan als verdachte.
Tijdens het hoger beroep in de corruptiezaak op 2 juni 2008 ontkende Bos omkoping van de ambtenaar wederom. Bos eiste vrijspraak in de zaak. Het hoger beroep werd in oktober 2008 voortgezet. Op 5 november 2008 werd bekend dat de uitspraak over enkele weken werd verwacht. Als gevolg hiervan zou een deel van de feiten - een golfreisje naar Zwitserland, en een bezoek in 1996 aan het bordeel Yab Yum - mogelijk zijn verjaard, omdat inmiddels een verjaringstermijn van twaalf jaar was gaan gelden.
Bos nam in 2006 aan de Tweede Kamerverkiezingen deel met een eigen partij; het Ad Bos Collectief (ABC). Hij behaalde geen zetel.
In 2007 moest hij noodgedwongen het huis verkopen dat hij had gebouwd nadat hij uit geldgebrek zijn villa had verkocht. Sindsdien woonde Bos met zijn vrouw Joke in een camper aan de rand van Egmond. Na een artikel in de Volkskrant werd Bos andere woonruimte aangeboden.
Begin 2009 tekende minister Guusje ter Horst een besluit tot schadevergoeding aan Ad Bos. Bos had ruim tien miljoen geëist, maar hoeveel de Staat hem uitkeert, is niet bekendgemaakt. Door de vergoeding kon Bos ook de camper na 2 jaar weer verlaten.
In 2010 besloot de Hoge Raad dat Bos alsnog moest worden vervolgd en verwees de rechtszaak terug naar het hof van Amsterdam. In 2013 besloot justitie na overleg met Bos en zijn advocaat echter dat strafvervolging geen nut meer had en de zaak bovendien al te lang voortsleepte. In december van dat jaar besloot de rechtbank in Amsterdam daarop om justitie niet ontvankelijk te verklaren. Daarmee werd de rechtsvervolging definitief beëindigd.

## Boek
- Cok Bos, Bouwfraude: schokkende onthullingen uit de schaduwboekhouding van een van Nederlands grootste bouwbedrijven, Strengholt, Naarden (2002)

## Trivia
- Ad Bos is een oud-klasgenoot van Pim Fortuyn en Hans de Weers.